# شاکه و خان منصور
شاکه و خان‌منصور (به زبان‌ کردی کلهری: شاکه و خان مه‌سۊر) از معروفترین شاعران کرد هستند. خان منصور خان از اهالی شهرستان ایوان، استان ایلام ایل کلهر بود و شاکه اهل بخش بولی در ایل بولی بود.از آن‌ها دیوانی به زبان کردی کلهری باقی مانده‌است. 

## زندگی
طبق آنچه که به صورت سینه به سینه منتقل شده‌است، خان منصور در حدود سال ۱۱۰۵ ه‍.ق در منطقه جوی زر ایوان به دنیا آمده و نژاد او از ایل کلهر بوده‌است. او خان منطقه ایوان و مناطق همجوار (کلهر-مانشت و تیلاور) در زمان حکومت نادر شاه افشار بوده‌است. خان منصور مردی خوش سیما، شکیل و نیرومند، اهل سیاحت و شکار و می‌گویند باسواد بوده‌است.
در مورد زمان تولد شاکه به وفور از حدس و گمان استفاده می‌شود. اکثر صاحبنظران می‌گویند که شاکه، ده پانزده سالی از خان منصور کوچکتر بود پس با این اوصاف وی باید متولد سال‌های حدود۱۱۱۵ تا ۱۱۲۰ ه‍.ق باشد. محل تولد او در روستای پاقلعه در ایل بولی است.
خان منصور جوانی خوش سیما، خوش ذوق و خوش سخن بوده است. طبیعت زیبای منطقه، شکار و خوش گذرانی به وی طبعی لطیف و کلامی موزون داده بود.
در کتاب «دیوان اشعار و زندگینامه شاکه و خان منصور» نوشته «علی محمد سهراب نژاد» داستان آشنایی شاکه و خان منصور بدین شرح است:
دم غروبی که شاکه برای فروش نمک به منطقه محل اسکان خان و اطرافیانش می آید و بساط معامله وسود وسودا را پهن می کند، مشتریان زیادی از زنان و زیبارویان ایوانی و کلهر را دور خود جمع می کند، زنان ودختران بطور عادی وبی پرده با شاکه روبه رو می شدند و با او به جدال و معامله و بگو مگو می پردازند وشاکه با کمال بشارت وخوش برخوردی با آنها رو به رومی شود، خان این منظره را می بیند و می گوید درویشی او از خانی من بهتر است
(در این هنگام خان منصور با مصرع شعری باب صحبت را با شاکه باز می کند و شاکه نیز با مصرع شعری جواب او را می دهد) خان منصور طبع لطیف شاکه را می پسندد او را به میهمانی خود می پذیرد، ملاقات شاکه وخان منصور نقطه شروع زندگی این دو شاعر است در شعر گفتن چنان ذوقشان در هم آمیخته گشته که هر مصراع را که خان منصور می گفته مصراع بعد را شاکه فی البداهه جواب می داده است.

## شجره‌نامهٔ شاکه و خان‌منصور
استاد محیی‌الدین صالحی در کتاب سرود بادیه تولد خان‌منصور را ۱۱۰۵ هجری قمری ثبت نموده‌است. وی پسر میرمیدان پسر منصورخان اول پسر محمدجعفر گپو (دو پسر به نام‌های منصورخان و شهبازخان داشته‌است؛ منصوربیگ یا شهباز بیگ) که نویسنده شرفنامه هم به این اسامی (منصورخان و شهبازخان) اشاره نموده‌است. محمدجعفر گپو پسر محمدحسن‌خان پسر اسدخان می‌باشد که بعدها ایل و طایفهٔ «مه‌سۊری کلهر» را به خود اختصاص داده‌اند و از ایل کلهر و حاکم منطقهٔ ایوان در اواخر دوران صفویه و حکومت نادرشاه بوده‌است. شاکه اهل طایفه پاقلعه ایل بولی بوده است.
این دو شاعر در شعر گفتن چنان ذوقشان در هم آمیخته می‌شود که هر مصراع را که خان منصور می‌گفته مصراع بعد را شاکه فی البداهه جواب می‌داده‌است.
تاکنون ۶۲۰ بیت از اشعار این دو شاعر توسط محققین و شاعران کورد به صورت سینه به سینه جمع‌آوری شده‌است که در ادبیات جهان این شکل از شعر گفتن وجود نداشته‌است.

## شاکه و خان منصور از منظر پژوهشگران
میر جلال الدین کزازی در همایش ملی مانگ و مانشت در شهرستان ایوان با بیان اینکه ویژگی همسرایی اشعار «شاکه» و «خان منصور» در ادبیات ایران کم‌نظیر است و نمونه‌های بسیار کمی با این بلاغت و مهارت در اشعار شاعران این سرزمین وجود دارد، افزود: پیوند این دو شاعر شگفت‌انگیز و بی نظیر است و شاید بتوان آنرا با پیوند «مولانا» و «شمس» سنجید اما هرگز مولانا و شمس بدان سان که این دو بودند، همسرایی نکرده‌اند.
استاد دانشگاه تهران با اشاره به اینکه شهرستان ایوان امروز سر به کیوان می‌ساید چراکه وقت آن رسیده که یکی از فرزندان خود را به نام «خان منصور» گرامی بدارد، اظهارداشت: هیچ سخنورانی در ایران وجود نداشته که مانند «شاکه و خان منصور» اینچنین پیوند تنگاتنگ داشته باشند و دیوانی که آمیزه ای از سخنان هر دو سخنور باشد در ادبیات ایران به ندرت یافت می‌شود.
میر جلال الدین کزازی با بیان اینکه «خان منصور» ماهی بوده که از پس مانشت بردمیده و یار یکدل او «شاکه» به پرتو این ماه می‌ماند، خاطرنشان ساخت: در شهر باستانی ایوان مایه شگفتی نیست که مردانی همچون شاکه و خان منصور در دامان ادب خود پرورده باشد چراکه این دیار مملو از انسان‌های فرهیخته و ادیب بوده‌است.
وی به نام تاریخی شهر ایوان در زمان هخامنشی با واژه‌های هخامنشی «آپادانا» یا «یاوانا» اشاره کرد و بیان داشت: برای شناخت بیشتر این دو شاعر توانمند انجام کارهای پژوهشی و تحقیقاتی در خصوص ویژگی‌های اشعار آنان لازم است.
علیرضا خانی شاعر و نویسنده ایوانی که در زمینه اشعار این دو شاعر تحقیق و پژوهش‌های متعددی انجام داده و توانسته کتاب (شنهٔ وای شه مال) یعنی نسیم باد شمال که جزو جدیدترین اثر پژوهشی در رابطه با اشعار شاکه و خان منصور است را به همراه بهناز دلشاد توسط نشر باشور به چاپ برساند. کتاب که حاصل پژوهشی دانشگاهی است دارای سپاس نامه، مقدمه، مختصری از تاریخ کرد، کلهر و ایوان، مختصری در باب تقسیمات رایج زبان‌شناسی راجع به زبان کردی، مبحثی در باب زندگی‌نامه هر دو شاعرمورد بحث و مطلبی در باب ویژگی‌های سبکی این دو سراینده است که با توجه به وجه پژوهشی کتاب لازم بود مستقلا و با مباحثی طولانی‌تر به آن پرداخته می‌شد.

## نمونهٔ اشعار

### که‌ل ره‌م قه‌تاران
خان‌منصور به شاکه می‌گوید:
که‌ل ره م قه‌تاران! که‌ل ره‌م قه‌تاران
سوو بچیم وه سه‌یر که‌ل ره‌م قه‌تاران
گه‌ل گه‌ل و تیپ تیپ، سوو سدای یاران
چو قورازهٔ قاز ئامین وه یاران
پرسام ئهٔ چنار غه‌ریب شاران!
جاگهٔ عیش ونوش! گوزه‌رگای یاران
پرسام ئهٔ چنار! شه‌م شه‌مال له‌رز
تو له هه‌وای کی ئی قه‌ور بوده به‌رز
پرسام ئهٔ چنار پهٔ کی زه‌رده‌نی؟
مه‌ر چو من هجران شه‌خسی که‌رده‌نی؟

ئه‌وسا    توله‌ی   بوم   که‌فتم    له    داران

سه‌وز    کردم    له    به‌ین     شیش    مه‌غاران

گه‌ل    گه‌ل    نازاران    هاتن     وه  پاگه م

ته‌مه‌نگا     کردن    هه‍ر    سوو    له    ساگه‌م

قی‍قه‌ی     نازاران     مه‌نیشت    ئه‌و    شاخم

منیش     له‌و    بووته‌و    به رز   بو    ده‌ماخم

له‌به‌س      ته‌مه‌نگای    زنج  و  خال    کردم

یه‌سه    لەو    بووته‌و   زه‌عیف  و   زه‌ردم

### شوکرانه
شوکرانه‌م پێد بوو بیناێ بان سه‌ر
کووره گڵاڵان لافاو گرته وه‌ر

شوکرانه‌م پێد بوو که‌س سڕ نه‌زانا
سفێد په‌ڕ له رۆ سه‌رزه‌مین شانا

شوکرانه‌م پێد بوو هه‌ر وه‌خت مه‌ێلت هه‌س
وه بێ نم سه‌ونز که‌ێ گوڵان که‌ڵ مه‌س

شوکرانه‌م پێد بوو ساێه‌قه‌ێ نه‌سیم
سه‌ر تیه‌تان کردێه وه تڵا و وه سیم

شوکرانه‌م پێد بوو ئاو شه‌و ماسن
ئاقاێ عزرائیل به‌نی ئایه‌م تاسن

شوکرانه‌م پێد بوو ئه‌ێ بارلاهی
زه‌مین یه‌خ به‌ساس تا گاه ماهی

ماهی‌ها وه بان گورده‌ێ نه‌هه‌نگێ
نه‌هه‌نگ‌ها وه بان به‌ربه‌ر سه‌نگێ

ئه‌و سه‌نگه ه‌ا بان تێخ فه‌ره‌نگێ
په‌ێوه‌سه له بان زوان له‌نگێ

وه شه‌و مه‌سازوو میل سووهان ساو
وه رووژ مه‌تکێ قه‌تره قه‌تره‌ێ ئاو

### فه‌سڵ نه‌و به‌هار
فه‌سڵ نه‌و به‌هار چۊ کیه‌نی نۊره‌

ئه‌ێ نۊره‌ له‌ تێوڵ موفڵسان دۊره‌

   
وه‌هار وه‌و خه‌ێمه‌ێ ره‌نگاێ ره‌نگه‌وه‌

هه‌ر مه‌لێ سازێ گرت وه‌ چه‌نگه‌وه‌

   
وه‌هار هاتگه‌ چۊ حاکم نوو

سیا دره‌ختان کرد وه‌ سه‌وزه‌ چوو

   
بوڵبوڵ له‌ چه‌مه‌ن، که‌و له‌ نساران

ئه‌و یه‌ک مه‌چڕن ڕه‌وزه‌ێ وه‌هاران

   
ڕه‌نگ ڕه‌نگ مه‌گره‌وسێ هه‌ر سوو له‌ کاوان

وێنه‌ێ عه‌رووسێ بەیوو وە (مه‌چوو وه‌) باوان

   
شاکه‌ سه‌ر تیه‌تان وه‌ خەێمه‌ێ گوڵ بوو

تڵه‌سم تووفان زه‌لان باتڵ بوو

   
 دوواێ ره‌نگاێ ره‌نگ وه‌هار هاسڵ بوو

 نازاری له‌ێلم چمان له‌ دڵ بوو

### در سوگ خان منصور
شاکه در سوگ خان منصور گفته‌است:

مانێشت پووشاگە بەرگێ لە مەچیر

ئەڕا خان مەسۊر نیەچوو وە نەچیر

بانکوڵ پووشاگە بەرگێ لە دوار

ئەڕا خان مەسۊر نیەچوو وە شکار

## محبوبت عام در بین مردم
اشعار شاکه و خان منصور سخت مورد توجه مردم بوده است و " گورانی‌"، خوانان و "هوره چڕان‌" غرب کشور، اشعارشان را به مناسبت‌های مختلف می‌خواندند. صوت جمیل شعر شاکه و خان منصور از تنگنای ایوان و حلقهٔ تنگ ایل کلهر گذشته، ایلام ، کرمانشاه ، کردستان ، لرستان و کردستان عراق خاصه خانقین و مندلی را درنوردیده است و البته طبیعی است که شعرهایی از این دست که از صدها صافی ذوق و ضمیر می‌گذرند، به مرورزمان از اصالتشان کاسته شده و به رنگ راویان درآمده باشد.